# Empis micans
Empis micans är en tvåvingeart som beskrevs av Ignaz Rudolph Schiner 1868. Empis micans ingår i släktet Empis och familjen dansflugor. Inga underarter finns listade i Catalogue of Life.